# Gerhard Heitz
Gerhard Ludwig Walter Heitz (* 28. März 1925 in Burg (bei Magdeburg); † 10. September 2021 in Bad Doberan) war ein deutscher Historiker. Heitz galt als Nestor der DDR-Agrargeschichtsschreibung.

Gerhard Heitz machte 1943 das Abitur in Berlin-Wilmersdorf. Er beantragte am 21. Januar 1943 die Aufnahme in die NSDAP und wurde zum 20. April desselben Jahres aufgenommen (Mitgliedsnummer 9.498.128). Von 1943 bis 1945 war Heitz Soldat der Wehrmacht. Im Jahr 1946 legte er das Abitur ab. Anschließend studierte er in der Zeit von 1946 bis 1950 die Fächer Geschichte und Germanistik an der Universität Leipzig und ab Sommersemester 1949 sowohl die gleichen Fächer als auch Wirtschaftsgeschichte an der Humboldt-Universität zu Berlin. Seine akademischen Lehrer waren Rudolf Kötzschke, Heinrich Sproemberg, Walter Markov und Jürgen Kuczynski. Von 1950 bis 1959 war er als wissenschaftlicher Assistent bzw. Oberassistent an der Universität Leipzig tätig. Dort wurde er 1953 über die ländliche Leinenproduktion in Sachsen von 1470 bis 1555 promoviert. Im Jahr 1960 erfolgte ebenfalls in Leipzig mit der Arbeit Sozialstruktur und Klassenkampf in Mecklenburg im 18. Jahrhundert seine Habilitation. Ab 1961 lehrte er Regional- und Agrargeschichte als Professor an der Universität Rostock. Von 1969 bis 1990 war er ordentlicher Professor für Agrargeschichte und ab 1982 für Geschichte des Mittelalters. Heitz war von 1962 bis 1976 Direktor des Historischen Instituts bzw. der Sektion Geschichte. 1990 erfolgte seine Emeritierung. Im selben Jahr wurde ihm die Ehrendoktorwürde der Lajos-Kossuth-Universität verliehen.
Seine Lehr- und Forschungsgebiete waren die Geschichte des Mittelalters und der Frühen Neuzeit, die Wirtschaftsgeschichte, Agrargeschichte und die Mecklenburgische Landesgeschichte. Dabei drehten sich seine Arbeiten vor allem um die Zweite Leibeigenschaft, Gutsherrschaft und bäuerlichen Klassenkampf. Der regionale Schwerpunkt seiner Arbeit lag auf Ostelbien. Als Mitglied des wissenschaftlichen Beirats für Heimatforschung des Geographischen Instituts der Akademie der Wissenschaften der DDR war er hinsichtlich des Themengebietes Geschichte an der Herausgabe der Reihe Werte unserer Heimat beteiligt. 2010 wurde er Ehrenmitglied des Vereins für mecklenburgische Geschichte und Altertumskunde.

## Schriften (Auswahl)
Monografien
- mit Henning Rischer: Geschichte in Daten – Mecklenburg-Vorpommern. Koehler & Amelang, München u. a. 1995, ISBN 3-7338-0195-4.
- mit Günter Vogler: Agrarfrage und bürgerliche Revolutionen beim Übergang vom Feudalismus zum Kapitalismus. Rostock 1980.
- Ländliche Leinenproduktion in Sachsen (1470–1555) (= Schriften des Instituts für Geschichte. Bd. 4). Akademie-Verlag, Berlin 1961.

Herausgeberschaften
- Der Bauer im Klassenkampf: Studien zur Geschichte der deutschen Bauernkrieges und der bäuerlichen Klassenkämpfe im Spätfeudalismus. Akademie-Verlag, Berlin 1975.